# Červený potok (dopływ potoku Ráztočná)
Červený potok – potok na Słowacji, prawy dopływ potoku Ráztočná. Wypływa na wysokości około 1000 m na południowych stokach niższego wierzchołka Červenej Magury w Niżnych Tatrach. Spływa krętym korytem między dwoma grzbietami opadającymi z dwóch wierzchołków Červenej Magury w kierunku miejscowości Liptovská Lúžna. Na wysokości około 780 m uchodzi do potoku Ráztočná.
Jest to niewielki potok. Cała jego  zlewnia znajduje się poza obszarami zabudowanymi, w górskim terenie porośniętym lasem lub zarastającymi dawnymi pastwiskami.